# Médaille commémorative de la guerre italo-turque 1911-1912
La médaille commémorative de la guerre italo-turque 1911-1912 est une médaille attribuée par le royaume d'Italie à tous les Italiens ayant combattu pendant la guerre italo-turque, créée en novembre 1912; elle est devenue obsolète et n'a été supprimée qu'en 2011.

## Histoire et insignes
La période d'opérations qui donnait droit à cette distinction allait du 29 septembre 1911 (début du conflit) au 18 octobre 1912, date à laquelle l'Italie a occupé la Libye, Rhodes et les îles du Dodécanèse.
La médaille était constituée d'un disque d'argent de 32 mm de diamètre portant à l'avers le visage du roi Victor Emmanuel III tourné vers la droite, entouré de la légende : "VITTORIO . EMANUEL . III. RE . D' . ITALIE". Le revers porte l'inscription "GUERRA ITALO-TURCA 1911-1912" entourée de deux branches de laurier. La médaille a été frappée à l'hôtel des monnaies de Rome et a été signée par Luigi Giorgi, le graveur, ainsi que par d'autres entreprises qui ont obtenu le contrat de frappe. Certaines de ces médailles ont été réalisées en bronze plaqué argent.
Le ruban était composé de six bandes bleues alternant avec cinq bandes rouge foncé.

Les bandes de bronze à appliquer sur le ruban indiquaient les années de campagne dans lesquelles on avait servi. Des rubans ont été autorisés pour les années : "1911", "1911-12", "1912" et dans certains cas, les rubans de la Médaille commémorative des campagnes de Libye, très similaires et ne différant que par la devise, ont été autorisés. Le ruban des deux médailles est identique.

## Référence
1. ↑  arrêté royal du 21 novembre 1912, n. 1342, Col quale viene istituita una medaglia commemorativa della guerra italo-turca, dans le Journal officiel du royaume d'Italie n. 305 du 28 décembre 1912, en vigueur depuis le 12 janvier 1913.
2. ↑  Décret du président de la République no 248 du 13 décembre 2010, concernant le " Règlement d'abrogation expresse des règlements existants qui ont épuisé leur fonction ou qui sont dépourvus de contenu réglementaire effectif ou qui sont autrement obsolètes, aux termes de l'article 17, alinéa 4ter, de la loi no 400 du 23 août 1988 ", dans le Journal Officiel. série générale no 20 du 26 janvier 2011, supplément ordinaire no 18, en vigueur depuis le 10 février 2011.

## Source
- (it) Cet article est partiellement ou en totalité issu de l’article de Wikipédia en italien intitulé « Medaglia commemorativa della guerra italo-turca 1911-1912 » (voir la liste des auteurs).